# Hans Biäsch

Hans Biäsch, ca. 1965

Hans Biäsch (* 4. Oktober 1901 in Davos; † 5. Juli 1975 in Zürich) war ein Schweizer Psychologe und Professor für angewandte und praktische Psychologie an der ETH Zürich und der Universität Zürich sowie Pionier der angewandten Psychologie in der Schweiz.

## Leben
Hans Biäsch kam am 4. Oktober 1901 in Davos als zweites Kind der Sidonia Biäsch-Hauswirth und des Hans Biäsch zur Welt. Sein Vater war Werkmeister und der erste Eismeister in Davos. Hans Biäsch wuchs mit seinen drei Schwestern in sehr einfachen und patriarchalischen Verhältnissen auf. Seine Mutter veröffentlichte unter dem Künstlernamen Rhätica Gedichte. Während seiner Schulzeit in Davos arbeitete er als Heuknecht und Hirt bei Bauern und als Hilfsarbeiter bei Waldarbeiten und Lawinenverbauungen. Nach seiner Matura an der Kantonsschule Chur studierte er an der ETH in Zürich Forstwissenschaften bis zum Vordiplom, dann Naturwissenschaften, unter anderem bei Paul Scherrer und Auguste Piccard, und promovierte 1927 bei dem Geowissenschaftler und Kristallografen Paul Niggli mit einer Arbeit über das Mineral Hämatit (Roteisenerz). Danach wandte er sich der Psychologie und Philosophie zu. «Das Rätselwesen 'Mensch' zu erfassen, zu verstehen, zu verändern, war ihm zum Faszinosum geworden, das fortan sein Leben bestimmen sollte.» (Kälin, 2011, S. 138)
1923 wurde von Jules Suter in Zürich das Psychotechnische Institut Zürich gegründet. Die Initiative geht auf den Schweizer Schuhfabrikanten Iwan Bally zurück, der sich für die von Hugo Münsterberg 1914 veröffentlichten Grundzüge der Psychotechnik interessierte. Ziel war die praktische Anwendung der Psychologie im Dienste von Gesundheit, Wirtschaft, Erziehung, Kunst und Wissenschaft. Suter führte erfolgreich arbeitspsychologische Versuche in Bally-Betrieben durch.
1928 trat Hans Biäsch als Mitarbeiter in das Institut ein, entschloss sich jedoch aus Enttäuschung über das wissenschaftliche Niveau der Institutsarbeit 1929 zu einem Zweitstudium in Philosophie und Psychologie an der Universität Zürich. Als Assistent am Psychologischen Institut begann er 1934 mit der Arbeit Testreihen zur Prüfung von Schweizerkindern, einer Adaption des Binet-Simon-Tests.
Zugleich arbeitete er weiterhin am Psychotechnischen Institut, besonders auf den Gebieten der Personalauswahl, Berufsberatung und psychologischen Beratung von Lebensproblemen. 1935 erhielt das Institut den Namen «Institut für Angewandte Psychologie Zürich». 1937 gründete Biäsch innerhalb des Instituts das «Psychologische Seminar für Angewandte Psychologie», das als Meilenstein in der Geschichte der angewandten Psychologie in der Schweiz gilt. was eine anfangs ein- bis zweijährigen Ausbildung von praktischen Psychologen für beruflichem erzieherische und charakterologische Beratungen anbot.
Im Verlauf seiner Tätigkeit als Seminarleiter und später als Direktor des Instituts für Angewandte Psychologie konnte Biäsch kompetente Dozenten verpflichten, u. a. Jolande Jacobi (langjährige Mitarbeiterin von C.G. Jung), Leopold Szondi, Max Pulver und Hans Zulliger.
1950 bis 1952 übernahm Biäsch an der ETH Lehraufträge für angewandte Psychologie, Sozialpsychologie und Arbeitspsychologie. 1952 erfolgte die Berufung als ausserordentlicher Professor für angewandte Psychologie an die ETH. Im gleichen Jahr gründete er den Schweizerischen Berufsverband für Angewandte Psychologie (SBAP), den er bis 1962 präsidierte. 1958 wurde er zum ausserordentlichen Professor ad personam für praktische Psychologie mit besonderer Berücksichtigung der Betriebs-, Arbeits- und Sozialpsychologie an der Philosophischen Fakultät I der Universität Zürich gewählt. 1956 bis 1965 war Biäsch ausserdem Lehrbeauftragter für Arbeits- und Betriebspsychologie an der Universität Bern. 1966 erfolgte schliesslich die Ernennung zum ordentlichen Professor an der ETH Zürich. 1971 reichte er altershalber seine Rücktrittsgesuche an der ETH und an der Universität Zürich ein. Nach schwerer Krebserkrankung starb Hans Biäsch am 5. Juli 1975 in Zürich. Begraben ist er im Waldfriedhof von Davos.

### Denken und Wirken
Die angewandte Psychologie in der Schweiz ist wesentlich mitgeprägt durch die Person, die Ideen und die Innovationen von Hans Biäsch. Er schlug zahlreiche Brücken zwischen dem Praxisfeld der Psychologie und den Grundwissenschaften der Sozialpsychologie, der Tiefenpsychologie, der Psychodiagnostik, der Lernpsychologie, der Persönlichkeitsforschung, der Talentforschung und der Verkehrspsychologie. Er wurde zusätzlich Mitbegründer und Dozent von verschiedenen institutionalisierten Weiterbildungskursen für Personen mit leitender Funktion in Wirtschaft und Verwaltung.
Ein zentrales Anliegen war ihm die Vermittlung praktisch verwertbaren psychologischen Wissens an Nichtpsychologen, was 1937 zur Gründung des psychologischen Seminars für Angewandte Psychologie führte. Es handelte sich dabei um die lange Zeit einzige nichtuniversitäre Ausbildungsstätte für Psychologen in der Schweiz und war bis gegen Ende des 20. Jahrhunderts von Seiten der universitären Psychologie immer wieder umstritten, obwohl diese Form der Ausbildung die Idee der „Fachhochschule“ schon damals vorwegnahm. Das heutige Departement für Angewandte Psychologie der Zürcher Hochschule für Angewandte Wissenschaften ist aus dem von Hans Biäsch gegründeten Seminar 1958 hervorgegangen.
Der Arbeits- und Betriebspsychologie galt sein besonderes Interesse, was 1960 zur Schaffung der Forschungsstelle für Arbeitspsychologie an der ETH führte, die er bis 1971 leitete. Ein wichtiges Vermächtnis, das vor allem künftigen Generationen zugutekommt, war die Gründung der Stiftung Suzanne und Hans Biäsch zur Förderung der Angewandten Psychologie, der heute bedeutendsten privaten Förderinstitution für angewandt-psychologische Forschung in der Schweiz. Kälin schreibt 2011: «Mit der Errichtung der Stiftung … hat dieses Leben eine völlig konsequente und in sich stimmige Abrundung erfahren».

## Publikationen (Auswahl)
- Morphologische Untersuchung am Hämatit unter besonderer Berücksichtigung des Vorkommens vom Piz Cavradi (Tavetsch), Dissertation. Akademische Verlagsanstalt, Leipzig 1929.
- Grenzen der Psychotechnik. In: Hanns Spreng: Psychotechnik. Niehans, Zürich 1935.
- Testreihen zur Prüfung von Schweizer Kindern vom 3.-15. Altersjahr. Huber, Frauenfeld 1939.
- Arbeitsschulung und Umschulung im Dienste des Wiederaufbaus. In: Psychotechnische Anlernmethoden. Oesch, Thalwil-Zürich 1945.
- Die seelische Entwicklung des Jugendlichen. Die Struktur des menschlichen Charakters. Charakterkunde und Typologie. In: A. Carrard, Praktische Einführung in Probleme der Arbeitspsychologie. Rascher, Zürich 1949.
- Theorie und Erfahrung. In: Verhandlungen der Schweizerischen Naturforschenden Gesellschaft, Davos 1950.
- Das Anlernen und Umschulen von Hilfsarbeitern in der Industrie. Huber, Bern 1953.
- Arbeitspsychologie, Bemerkungen zur Methodenfrage. Polygraphischer Verlag, Zürich 1954.
- Der Einfluss der Technisierung auf die Berufswahltendenzen der Jugend. In: Berufsberatung und Berufsbildung, Heft 5/6, Zürich 1955.
- Homo faber – Homo divinans. Technik als Schicksal und Chance. In: Schweizerische Bauzeitung, Jg. 73, Nr. 1, Zürich 1955.
- Die Bedeutung der Persönlichkeit für die Führung einer Unternehmung. In: Industrielle Organisation, Heft 3, 1956.
- Die Arbeiterkommission als Institution des Arbeitsfriedens, ein Beispiel aus der betriebspsychologischen Praxis. In: P. Atteslander: Konflikt und Kooperation im Industriebetrieb, Probleme der betrieblichen Sozialforschung. Westdeutscher Verlag, Köln-Opladen 1959.
- Zur Methodik der Betriebspsychologie, Hilfe zur Selbsthilfe. In: Angewandte Psychologie in der Schweiz. Huber, Bern 1959.
- Die Ausbildung und Fortbildung der Führungskräfte. In: Handbuch der Psychologie, Bd. 9: Betriebspsychologie. 1. Aufl., Hogrefe, Göttingen 1961.
- Zen in der Kunst des Bogenschießens. In: Kairos. Zeitschrift für Religionswissenschaft und Theologie, Heft 3/4, Salzburg 1962.
- Zur Talenterfassung in der Hochschule. In: Talenterfassung und Nachwuchsförderung. Sondernummer des Mitteilungsblattes der Schweizerischen Vereinigung für die Förderung des beruflichen und wissenschaftlichen Nachwuchses, Zürich 1963.
- Vom Anlernen zum programmierten Lernen. In: Schweizer Lehrerzeitung, Jg. 109, Heft 24, 1964.
- Beiträge zur Talentforschung (mit J. Vontobel). Eine Studie über die Studenten an der ETH. Huber, Bern 1966.
- Zur Psychologie des schöpferischen Arbeitens. In: Transzendenz als Erfahrung – Beitrag und Widerhall. Otto-Wilhelm-Barth, Weilheim i.OB 1966 (Festschrift Graf Dürckheim).
- Entwicklungstendenzen der Angewandten Psychologie in der Schweiz. In: Informationsschrift der Schweizerischen Stiftung für Angewandte Psychologie, März 1967.
- Testreihen zur Prüfung von Schweizer Kindern vom 4.-15. Altersjahr. 2., vollständig neu bearbeitete Auflage (mit H. Fischer). Huber, Bern 1969.
- Methodische Betrachtungen zur Theorie der Anwendung von Psychologie. In: Schweizerische Zeitschrift für Psychologie und ihre Anwendungen, Bd. XXIX, Heft T/2, Bern 1970 (Festausgabe Prof. MEILI).
- Die Entwicklung der Führungskräfte der Unternehmung (mit Ch. Lattmann). In: Handbuch der Psychologie, Bd. 9: Betriebspsychologie. 2. Aufl., Hogrefe, Göttingen 1970.
- Reflexionen zum Thema «Theorie und Praxis» im Feld der Psychologie. In: Bulletin des Psychologischen Instituts der Universität Zürich, Nr. 5, Sept. 1970.
- Auf der Suche nach neuen Leitbildern. In: Bulletin des Psychologischen Instituts der Universität Zürich, Nr. 10, März 1972.
- Perspektiven der Angewandten Psychologie. In: Schweizerische Arbeitgeber-Zeitung, Jg. 69, Nr. 8 und 10, Febr. und März 1974.

(Ausführliche Bibliografie bei Karl Kälin (s. u.), S. 180–183)